# اودی‌پی
اودی‌پی (انگلیسی: ODP) شرکت خرده‌فروشی تجهیزات اداری آمریکایی است، که در سال ۱۹۸۶ تأسیس شد.